# Finspång (gemeente)
Finspång is een Zweedse gemeente in Östergötland. De gemeente behoort tot de provincie Östergötlands län. Ze heeft een totale oppervlakte van 1221,7 km² en telde 20.993 inwoners in 2004.

## Plaatsen
- Finspång (plaats)
- Rejmyre
- Lotorp
- Sonstorp
- Falla
- Hällestad
- Ljusfallshammar
- Grytgöl
- Igelfors
- Borggård
- Butbro
- Bränntorp
- Hävla
- Byle
- Lämmetorp
- Lövlund